# Chapelle Notre-Dame-de-Consolation de Paris
Pour les articles homonymes, voir Chapelle Notre-Dame, Consolation et Église Notre-Dame de Consolation.
La chapelle Notre-Dame-de-Consolation est une chapelle de culte catholique située 23 rue Jean-Goujon dans le quartier des Champs-Élysées (8e arrondissement) à Paris. Elle est aujourd'hui confiée à la Fraternité sacerdotale Saint-Pie-X, par sa propriétaire, l'association Mémorial du Bazar de la Charité.

## Historique

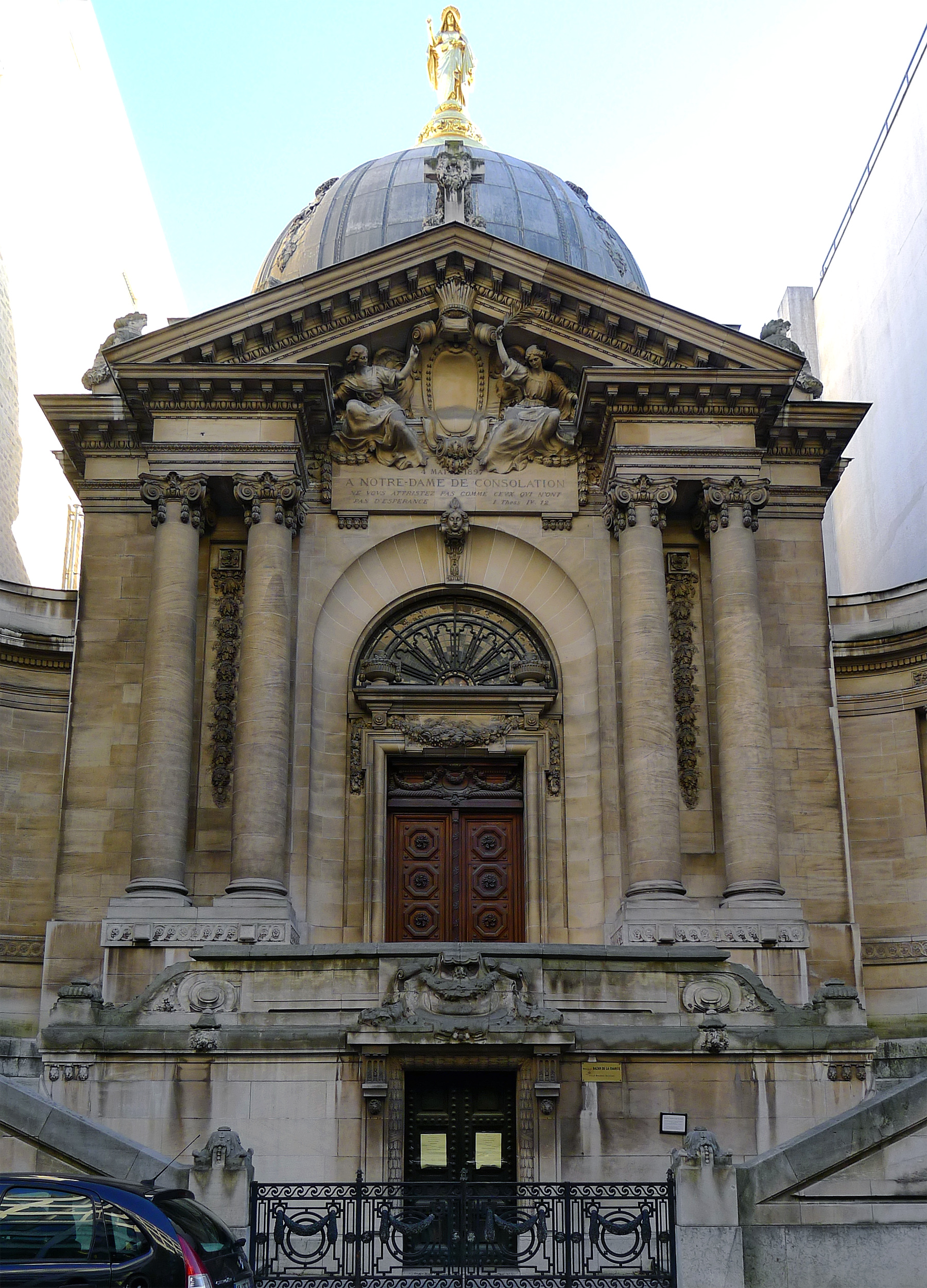
Le portail.

Construite sur l'emplacement du bazar de la Charité, cette chapelle expiatoire est dédiée aux plus de cent vingt victimes de l'incendie du hangar en bois qui abritait cette vente de bienfaisance, le 4 mai 1897. La première pierre de l'édifice religieux est posée le 4 mai 1898, un an jour pour jour après la tragédie ; il est inauguré le 4 mai 1900. Son architecte, Albert Guilbert, obtint une des médailles d'or de l'Exposition universelle de 1900 pour son édification.
Au cours du XXe siècle, deux congrégations se sont succédé afin que soit perpétué le culte : les Sœurs auxiliatrices du Purgatoire (de 1900 à 1953) et la Mission catholique italienne de Paris (de 1953 à 2012) dont les pères scalabriniens ; les fidèles se sont relocalisés à l'église Saint-Pierre-de-Chaillot en janvier 2013. En mars 2013, la chapelle est dévolue à la Fraternité sacerdotale Saint-Pie-X et est desservie, depuis cette date, par l'abbé Grégoire Célier.
Elle a été classée aux monuments historiques par un arrêté du 19 février 1982.

## Description

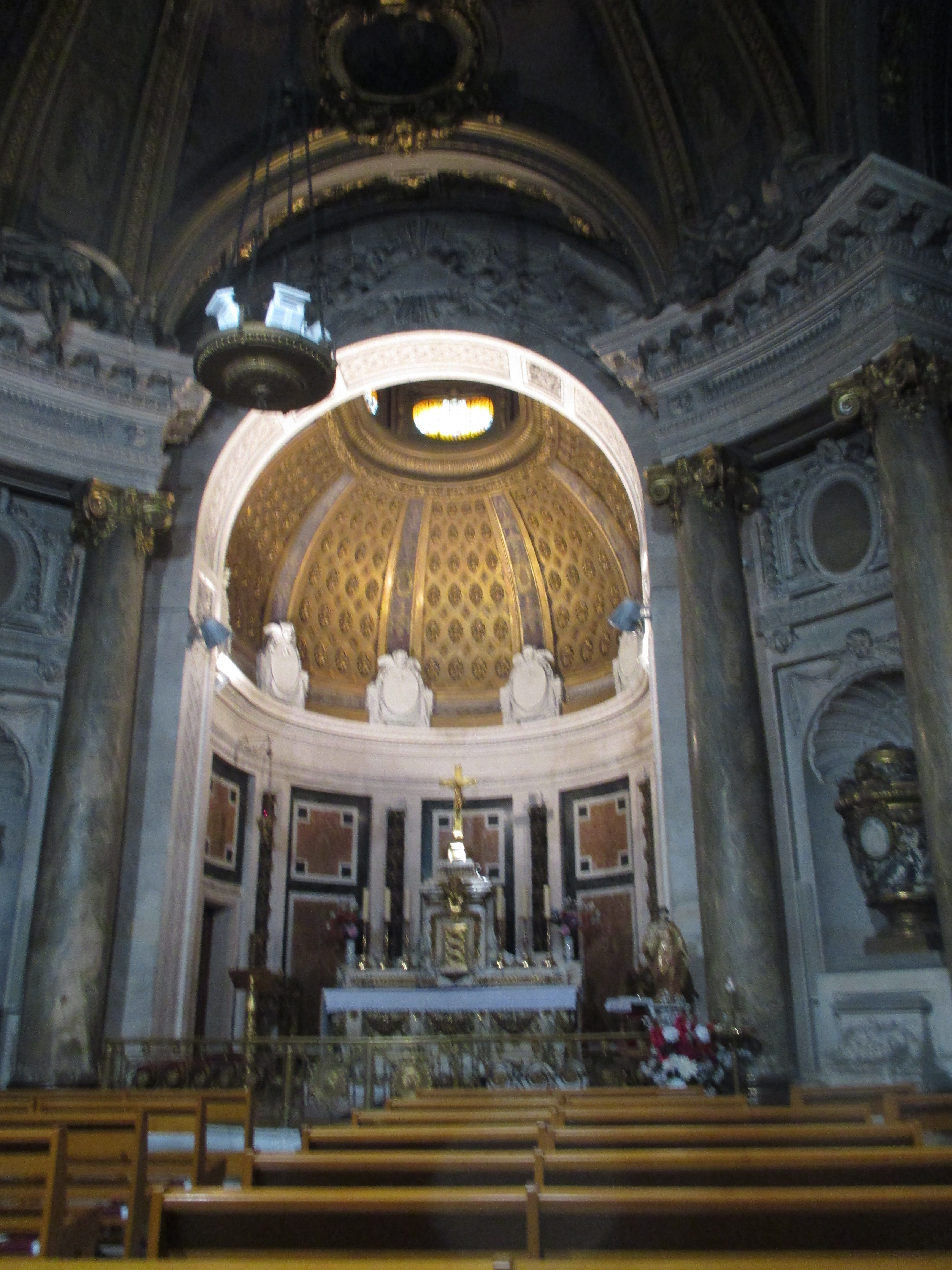
Intérieur de la chapelle.

### Frontispice
La voussure du portail est surmontée de deux statues symbolisant la charité et la foi. Sous ces vertus sont inscrites la dédicace « À Notre-Dame de Consolation » et la notification « 4 mai 1897 », date exacte de l'incendie, accompagnées de : « Ne vous attristez pas comme ceux qui n'ont pas d'espérance », exhortation de saint Paul, extraite de la Première épître aux Thessaloniciens (IV:13). 

### Chemin de croix

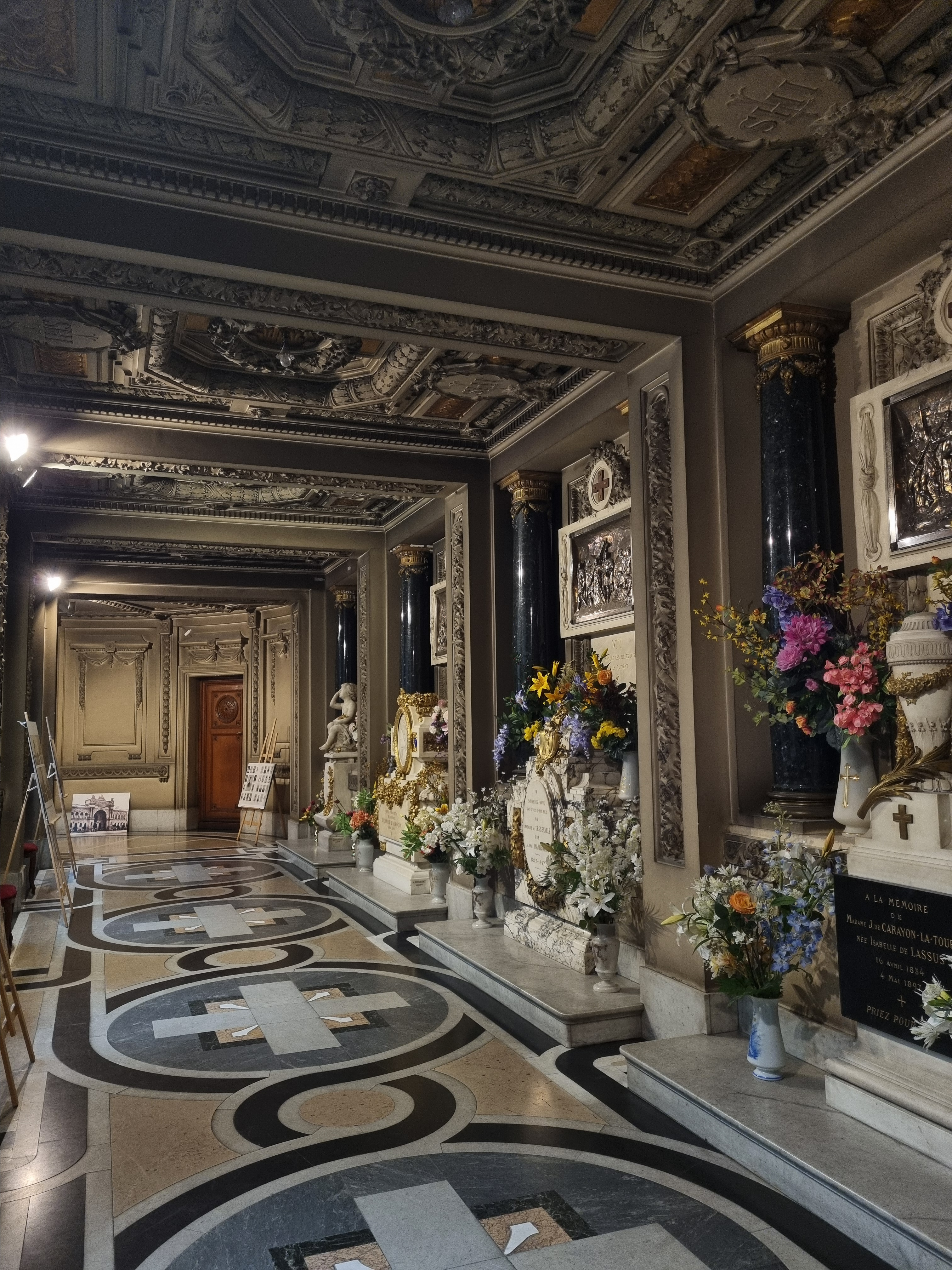
Chemin de croix de la chapelle.

Un couloir entoure la chapelle. Passant également autour de l'abside, il est parcouru par un Chemin de croix décoré de sculptures mortuaires dédiées aux victimes de l'incendie de 1897.

### Nef et crypte
Louis-Auguste Hiolin réalisa les sculptures intérieures et Henri Carot les vitraux (dont ceux de l'Assomption de Marie et de la Vierge de Pitié). Albert Maignan, assisté par Henri Zo, peignit à fresque la coupole en l'ornant de la colombe de l'Esprit saint.
Des urnes cénotaphes ceignent le chœur et la nef qui peut accueillir 150 personnes (300 pour la crypte).

### Articles liés
- Sophie-Charlotte en Bavière (duchesse d'Alençon, victime de l'incendie)
- Bazar de la Charité
- Monument aux victimes du Bazar de la Charité
- Liste des monuments historiques du 8e arrondissement de Paris
- Liste des édifices religieux de Paris